# Varnava Nastić
San Varnava (Barnabas o Bernabé) el Nuevo Confesor (serbio: Свети Варнава Нови Исповједник), también conocido como Varnava de Hvosno, fue obispo auxiliar de Hvosno y es un santo de la Iglesia Ortodoxa Oriental.

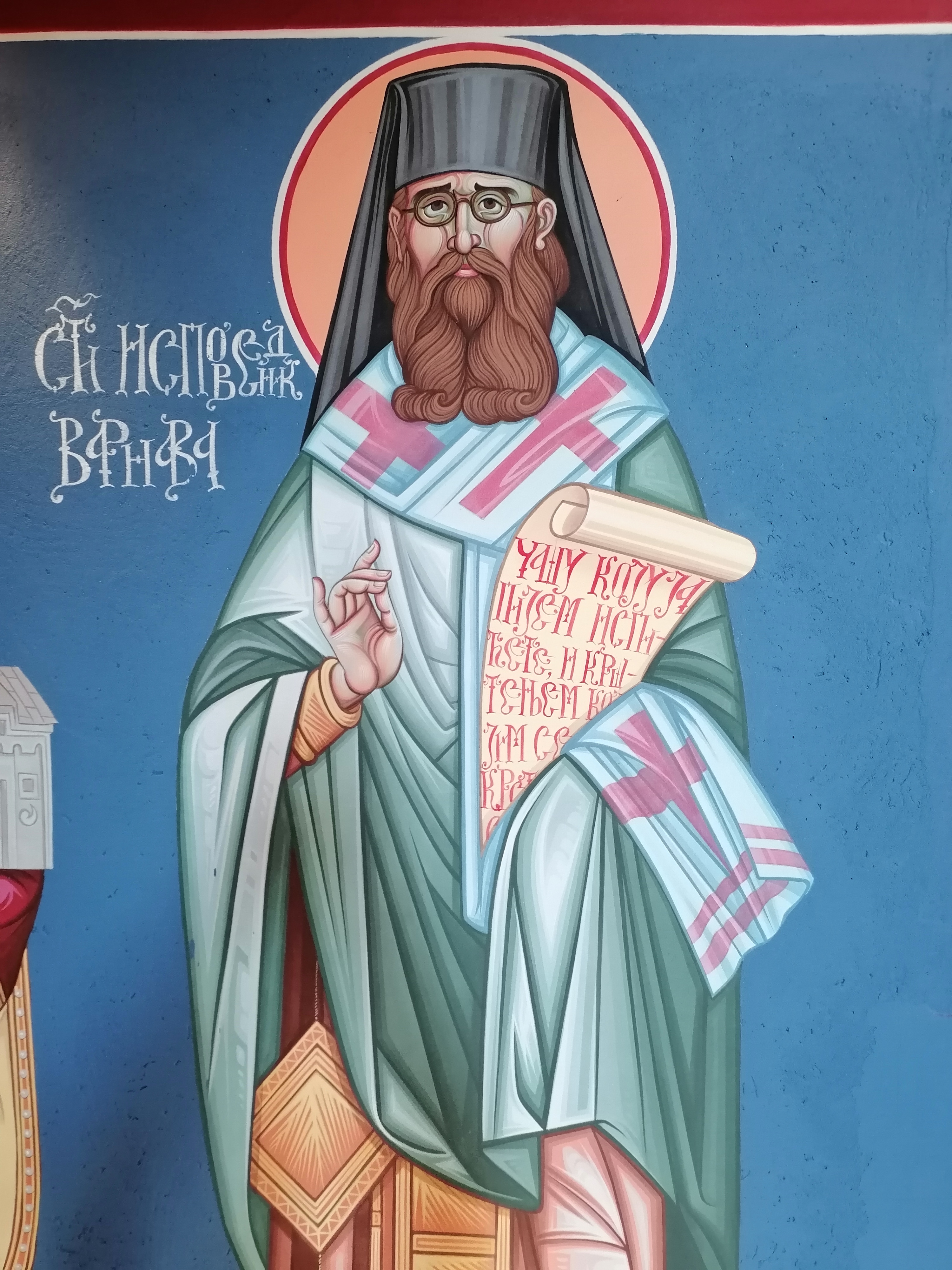

Su fiesta es el 30 de octubre en el calendario juliano.